# Chu Tước
Chu Tước (tiếng Trung: 朱雀 Zhūquè) là một trong tứ tượng của Thiên văn học Trung Quốc và cũng là một khái niệm rộng trong phong thủy, thuyết âm dương, và triết học phương Đông.
Chu Tước thời cổ còn gọi là Chu Điểu (朱鳥, con chim màu đỏ) là linh vật thiêng liêng có tượng là hình con chim sẻ (tước 雀), có màu đỏ (chu, 朱) là màu của hành Hỏa. Chu Tước đại diện cho yếu tố Hỏa, hướng Nam và mùa hạ.
Nó còn được gọi là Vermilion Bird trong tiếng Anh, Suzaku trong tiếng Nhật, và Jujak trong tiếng Hàn. Nó được mô tả là một con chim màu đỏ có ngoại hình giống chim trĩ với bộ lông năm màu và được bao phủ trong ngọn lửa. Nó thường bị nhầm lẫn với Phượng Hoàng, do ngoại hình giống nhau, nhưng chúng thật ra là những sinh vật khác nhau. Phượng Hoàng là sinh vật cai trị huyền thoại của các loài chim được liên kết với Hoàng hậu Trung Quốc giống như rồng được liên kết với Hoàng đế, trong khi Chu Tước là một sinh vật thần thoại trong Thiên văn học Trung Quốc.

## Trong Thiên văn
Trong thiên văn, Chu Tước chỉ cung gồm 7 chòm sao phương nam trong Nhị thập bát tú, đó là:
- Tỉnh Mộc Hãn (sao Tỉnh): Bệ ngạn.
- Quỷ Kim Dương (sao Quỷ): Con dê.
- Liễu Thổ Chương (sao Liễu): Cây liễu
- Tinh Nhật Mã (sao Tinh): Con ngựa.
- Trương Nguyệt Lộc (sao Trương): Con nai.
- Dực Hỏa Xà (sao Dực): Con rắn.
- Chẩn Thủy Dẫn (sao Chẩn): Con giun

Trong đó Tỉnh tượng hình mỏ chim, Quỷ tượng hình mào chim, Liễu tượng hình diều chim, Tinh tượng hình cổ chim, Trương tượng hình bụng chim, Dực tượng hình cánh chim, Chẩn tượng hình đuôi chim.
3 sao Liễu, Tinh, Trương có vị trí gần nhau nhất trong cung Chu Tước thường xuất hiện cùng lúc trên bầu trời tạo thành một đường thẳng.

## Ý nghĩa khác
Đối chiếu với văn minh phương Tây, Chu Tước thường được so sánh với Phoenix, phượng hoàng lửa có sự trường sinh.Tuy nhiên hai hình tượng và khái niệm tương ứng không giống nhau, Chu tước phương Đông không phải Phượng Hoàng.